# Humbert de Silva Candida
Humbert de Silva Candida (* mezi 1010 a 1015 – † 1061) byl francouzský kardinál.

## Životopis
Pocházel z Burgundska. Už jako pětiletého ho rodiče poslali do benediktinského kláštera v Moyenmoutier. V roce 1049 přišel do Říma, kde působil jako poradce papeže Lva IX. a spolu s ním bojoval proti svatokupectví a laické investituře. Byl zastáncem clunyjského reformního hnutí za upevnění církve a papežské moci, jehož iniciátorem byl benediktinský klášter v Cluny.
V roce 1050 se stal arcibiskupem Sicílie a rok nato biskupem ze Silva Candida a zároveň kardinálem. Roku 1054 ho papež jmenoval na čelo legáty a spolu s Fridrichem Lotrinským a arcibiskupem Petrem z Amalfi poslal do Konstantinopole. Tam hrubým způsobem exkomunikoval patriarchu Michala Kerullaria a jeho stoupenců, ačkoli v té době už byl Lev IX. mrtvý a Humbert tedy přestal být právoplatným legátům římského papeže. Synoda v Konstantinopoli mu exkomunikaci opětovala, čímž bylo tzv. Východní schizma zpečetěna. Když se Humbert a jeho společníci vrátili zpět do Říma, čekal je už nový papež Viktor II. Humbert pak vstoupil do služby nového papeže. V roce 1057 mohl zabránit svržení Abeho Petra z Monte Casino. Po smrti Viktora II. v roce 1057 byl hned navržen kardinálem Fridrichem za jeho nástupce. Fridrich však byl sám jmenován papežem a přijal jméno Štěpán IX.
Humbert obsadil místo knihovníka v Sanctae romanae et Apostolicae sedis. Zůstal v Římě i poté, kdy Jindřich III. jmenoval Řehoře VII. papežem. Ještě během působení Štěpána vznikly v roce 1058 jeho tři knihy proti simonistům, ve kterých se obrací přímo proti spisu Liber gratissimus od Petra Damianiho, který z teologického hlediska prohlásil simonistické svěcení za platné. „3 Adversus simoniacos“ jsou plně proniknuta duchem reformního hnutí a patří k teoretickým podkladům odloučení pozdějších gregoriánských stran během boje o investituru.
Zajímavé je, že názory na Humberta z hlediska Západu a Východu se až tak neliší. Pravoslavní o něm sice tvrdí, že to byl člověk energický, rozhodný, pyšný, násilnický a všeho schopný, ale ani římskokatoličtí historici se o něm nevyjadřují pochvalně a jeho přehnaně sebevědomé a rázně vystupování v Cařihradě odsuzují.